# Craspedostethus tellinii
Craspedostethus tellinii is een keversoort uit de familie kniptorren (Elateridae). De wetenschappelijke naam van de soort is voor het eerst geldig gepubliceerd in 1903 door Edmond Fleutiaux. Fleutiaux plaatste de soort in een nieuw geslacht, Tropidiplus en noemde de soort naar Achille Tellini, die ze in Eritrea had ontdekt.